# Berend de Vries
Berend de Vries (* 31. Dezember 1883 in Emden; † 25. November 1959 in Emden) war ein ostfriesischer Autor.

## Leben
Berend (auch Bernhard geschrieben) war der Sohn eines Schiffskapitäns. Sein Großvater mütterlicherseits war ein Marschbauer. De Vries absolvierte nach der Schule eine Telegrafenlehre und wurde anschließend Telegrafenbeamter in Emden. Schon während dieser Zeit begann er mit dem Schreiben. Gesundheitliche Einschränkungen führten dann dazu, dass er vorzeitig in Ruhestand versetzt wurde.
Danach widmete er sich intensiver dem Schreiben, auch in plattdeutscher Sprache. Das erzählerische Werk kreist thematisch um Ostfriesland, das Meer und die von ihm geprägten Landschaften: die Marsch, das Watt und die Inseln.
Für sein Lebenswerk erhielt er 1958 das Bundesverdienstkreuz am Bande.

## Werke (Auszug)
- 1932: Schipp ahoi, Balladen und Gedichte, Hamburg
- 1953: Dat Schipp Mannigfual, Gedichte und Balladen, Aurich
- 1958: De Fahrt na't Witte Aland, Erzählungen, Hamburg

## Ehrungen
- 1952: Klaus-Groth-Preis
- 1958: Bundesverdienstkreuz am Bande
- 1958: Ehrenbürgerrecht der Stadt Borkum
- 2008: „Berend de Vries-Platz“ auf Borkum